# Kolarstwo na Letnich Igrzyskach Olimpijskich 2024 – wyścig ze startu wspólnego kobiet
Kolarstwo na Letnich Igrzyskach Olimpijskich 2024 – wyścig ze startu wspólnego kobiet – konkurencja wyścigu ze startu wspólnego elity kobiet w ramach Letnich Igrzysk Olimpijskich 2024, która rozegrana została 4 sierpnia 2024 na liczącej 158 kilometrów trasie wokół Paryża, rozpoczynającej się w placu Trocadéro i kończącej na moście Pont d’Iéna.
Złoty medal zdobyła Kristen Faulkner, srebrny Marianne Vos, a brązowy Lotte Kopecky.

## Uczestnicy

### Reprezentacje
Ostatecznie do wyścigu zgłosiło się 56 reprezentacji.
| Reprezentacje (56)- Austria - Belgia - Holandia - Włochy - Polska - Francja - Australia - Szwajcaria - Wielka Brytania - Stany Zjednoczone - Hiszpania - Niemcy - Dania - Nowa Zelandia - Kanada - Kuba - Południowa Afryka - Finlandia - Norwegia - Kolumbia - Luksemburg - Uzbekistan - Mauritius - Chile - Chiny - Słowenia - Irlandia - Czechy - Hongkong - Cypr - Tajlandia - Brazylia - Ukraina - Szwecja - Korea Południowa - Węgry - Algieria - Serbia - Meksyk - Japonia - Litwa - Słowacja - Wietnam - Portugalia - Namibia - Łotwa - Zjednoczone Emiraty Arabskie - Izrael - Kostaryka - Malezja - Nigeria - Burkina Faso - Afganistan - Rwanda - Indywidualni sportowcy neutralni - Olimpijska reprezentacja uchodźców |
| |

### Lista startowa
Na liście startowej wyścigu znalazło się 92 kolarki z 56 reprezentacji.
| Austria AUT | Austria AUT             | Austria AUT |
| ----------- | ----------------------- | ----------- |
| Nr          | Kolarka                 | Miejsce     |
| 1           | Anna Kiesenhofer        | 52.         |
| 2           | Christina Schweinberger | 28.         |

| Belgia BEL | Belgia BEL            | Belgia BEL |
| ---------- | --------------------- | ---------- |
| Nr         | Kolarka               | Miejsce    |
| 3          | Lotte Kopecky         | 3.         |
| 4          | Justine Ghekiere      | 24.        |
| 5          | Julie Van de Velde    | 53.        |
| 6          | Margot Vanpachtenbeke | 43.        |

| Holandia NED | Holandia NED   | Holandia NED |
| ------------ | -------------- | ------------ |
| Nr           | Kolarka        | Miejsce      |
| 7            | Ellen van Dijk | 58.          |
| 8            | Demi Vollering | 34.          |
| 9            | Marianne Vos   | 2.           |
| 10           | Lorena Wiebes  | 11.          |

| Włochy ITA | Włochy ITA           | Włochy ITA |
| ---------- | -------------------- | ---------- |
| Nr         | Kolarka              | Miejsce    |
| 11         | Elisa Balsamo        | 54.        |
| 12         | Elena Cecchini       | 25.        |
| 13         | Elisa Longo Borghini | 9.         |
| 14         | Silvia Persico       | 55.        |

| Polska POL | Polska POL               | Polska POL |
| ---------- | ------------------------ | ---------- |
| Nr         | Kolarka                  | Miejsce    |
| 15         | Marta Lach               | 10.        |
| 16         | Katarzyna Niewiadoma     | 8.         |
| 17         | Agnieszka Skalniak-Sójka | 45.        |

| Francja FRA | Francja FRA         | Francja FRA |
| ----------- | ------------------- | ----------- |
| Nr          | Kolarka             | Miejsce     |
| 18          | Victoire Berteau    | 27.         |
| 19          | Audrey Cordon-Ragot | 38.         |
| 20          | Juliette Labous     | 46.         |

| Australia AUS | Australia AUS       | Australia AUS |
| ------------- | ------------------- | ------------- |
| Nr            | Kolarka             | Miejsce       |
| 21            | Grace Brown         | 23.           |
| 22            | Lauretta Hanson     | 22.           |
| 23            | Ruby Roseman-Gannon | 39.           |

| Szwajcaria SUI | Szwajcaria SUI | Szwajcaria SUI |
| -------------- | -------------- | -------------- |
| Nr             | Kolarka        | Miejsce        |
| 24             | Elise Chabbey  | 18.            |
| 25             | Elena Hartmann | 57.            |
| 26             | Noemi Rüegg    | 7.             |
| 27             | Linda Zanetti  | 65.            |

| Wielka Brytania GBR | Wielka Brytania GBR | Wielka Brytania GBR |
| ------------------- | ------------------- | ------------------- |
| Nr                  | Kolarka             | Miejsce             |
| 28                  | Lizzie Deignan      | 12.                 |
| 29                  | Pfeiffer Georgi     | 5.                  |
| 30                  | Anna Henderson      | 13.                 |

| Stany Zjednoczone USA | Stany Zjednoczone USA | Stany Zjednoczone USA |
| --------------------- | --------------------- | --------------------- |
| Nr                    | Kolarka               | Miejsce               |
| 32                    | Chloé Dygert          | 15.                   |
| 33                    | Kristen Faulkner      | 1.                    |

| Hiszpania ESP | Hiszpania ESP             | Hiszpania ESP |
| ------------- | ------------------------- | ------------- |
| Nr            | Kolarka                   | Miejsce       |
| 34            | Mireia Benito             | 63.           |
| 35            | Margarita Victoria García | 6.            |

| Niemcy GER | Niemcy GER          | Niemcy GER |
| ---------- | ------------------- | ---------- |
| Nr         | Kolarka             | Miejsce    |
| 36         | Franziska Koch      | 40.        |
| 37         | Liane Lippert       | 16.        |
| 38         | Antonia Niedermaier | 32.        |

| Dania DEN | Dania DEN             | Dania DEN |
| --------- | --------------------- | --------- |
| Nr        | Kolarka               | Miejsce   |
| 39        | Emma Norsgaard        | 49.       |
| 40        | Rebecca Koerner       | 76.       |
| 41        | Cecilie Uttrup Ludwig | 29.       |

| Nowa Zelandia NZL | Nowa Zelandia NZL  | Nowa Zelandia NZL |
| ----------------- | ------------------ | ----------------- |
| Nr                | Kolarka            | Miejsce           |
| 42                | Kim Cadzow         | 56.               |
| 43                | Niamh Fisher-Black | 31.               |

| Kanada CAN | Kanada CAN     | Kanada CAN |
| ---------- | -------------- | ---------- |
| Nr         | Kolarka        | Miejsce    |
| 44         | Olivia Baril   | 44.        |
| 45         | Alison Jackson | 19.        |

| Kuba CUB | Kuba CUB       | Kuba CUB |
| -------- | -------------- | -------- |
| Nr       | Kolarka        | Miejsce  |
| 46       | Arlenis Sierra | 48.      |

| Południowa Afryka RSA | Południowa Afryka RSA  | Południowa Afryka RSA |
| --------------------- | ---------------------- | --------------------- |
| Nr                    | Kolarka                | Miejsce               |
| 47                    | Tiffany Keep           | DNF                   |
| 48                    | Ashleigh Moolman-Pasio | 33.                   |

| Finlandia FIN | Finlandia FIN    | Finlandia FIN |
| ------------- | ---------------- | ------------- |
| Nr            | Kolarka          | Miejsce       |
| 49            | Anniina Ahtosalo | 37.           |

| Norwegia NOR | Norwegia NOR      | Norwegia NOR |
| ------------ | ----------------- | ------------ |
| Nr           | Kolarka           | Miejsce      |
| 50           | Marte Berg Edseth | 30.          |
| 51           | Ingvild Gåskjenn  | 21.          |

| Kolumbia COL | Kolumbia COL | Kolumbia COL |
| ------------ | ------------ | ------------ |
| Nr           | Kolarka      | Miejsce      |
| 52           | Paula Patiño | 50.          |

| Luksemburg LUX | Luksemburg LUX    | Luksemburg LUX |
| -------------- | ----------------- | -------------- |
| Nr             | Kolarka           | Miejsce        |
| 53             | Christine Majerus | 17.            |

| Uzbekistan UZB | Uzbekistan UZB   | Uzbekistan UZB |
| -------------- | ---------------- | -------------- |
| Nr             | Kolarka          | Miejsce        |
| 54             | Yanina Kuskova   | 51.            |
| 55             | Olga Zabielinska | 70.            |

| Mauritius MRI | Mauritius MRI      | Mauritius MRI |
| ------------- | ------------------ | ------------- |
| Nr            | Kolarka            | Miejsce       |
| 56            | Kimberley Le Court | DNF           |

| Chile CHI | Chile CHI     | Chile CHI |
| --------- | ------------- | --------- |
| Nr        | Kolarka       | Miejsce   |
| 57        | Catalina Soto | 60.       |

| Chiny CHN | Chiny CHN | Chiny CHN |
| --------- | --------- | --------- |
| Nr        | Kolarka   | Miejsce   |
| 58        | Tang Xin  | DNF       |

| Słowenia SLO | Słowenia SLO  | Słowenia SLO |
| ------------ | ------------- | ------------ |
| Nr           | Kolarka       | Miejsce      |
| 59           | Eugenia Bujak | 42.          |
| 60           | Urša Pintar   | 59.          |

| Indywidualni sportowcy neutralni AIN | Indywidualni sportowcy neutralni AIN | Indywidualni sportowcy neutralni AIN |
| ------------------------------------ | ------------------------------------ | ------------------------------------ |
| Nr                                   | Kolarka                              | Miejsce                              |
| 61                                   | Tamara Dronowa                       | 47.                                  |
| 62                                   | Alona Iwanczenko                     | 72.                                  |

| Irlandia IRL | Irlandia IRL   | Irlandia IRL |
| ------------ | -------------- | ------------ |
| Nr           | Kolarka        | Miejsce      |
| 63           | Megan Armitage | 35.          |

| Czechy CZE | Czechy CZE    | Czechy CZE |
| ---------- | ------------- | ---------- |
| Nr         | Kolarka       | Miejsce    |
| 64         | Julia Kopecký | 36.        |

| Hongkong HKG | Hongkong HKG | Hongkong HKG |
| ------------ | ------------ | ------------ |
| Nr           | Kolarka      | Miejsce      |
| 65           | Sze Wing Lee | 64.          |

| Cypr CYP | Cypr CYP          | Cypr CYP |
| -------- | ----------------- | -------- |
| Nr       | Kolarka           | Miejsce  |
| 66       | Andri Christoforu | 62.      |

| Tajlandia THA | Tajlandia THA    | Tajlandia THA |
| ------------- | ---------------- | ------------- |
| Nr            | Kolarka          | Miejsce       |
| 67            | Phetdarin Somrat | 78.           |

| Brazylia BRA | Brazylia BRA          | Brazylia BRA |
| ------------ | --------------------- | ------------ |
| Nr           | Kolarka               | Miejsce      |
| 68           | Ana Vitória Magalhães | 74.          |

| Ukraina UKR | Ukraina UKR      | Ukraina UKR |
| ----------- | ---------------- | ----------- |
| Nr          | Kolarka          | Miejsce     |
| 69          | Julija Biriukowa | 67.         |

| Indywidualni sportowcy neutralni AIN | Indywidualni sportowcy neutralni AIN | Indywidualni sportowcy neutralni AIN |
| ------------------------------------ | ------------------------------------ | ------------------------------------ |
| Nr                                   | Kolarka                              | Miejsce                              |
| 70                                   | Hanna Tserakh                        | 61.                                  |

| Szwecja SWE | Szwecja SWE        | Szwecja SWE |
| ----------- | ------------------ | ----------- |
| Nr          | Kolarka            | Miejsce     |
| 71          | Caroline Andersson | 14.         |

| Korea Południowa KOR | Korea Południowa KOR | Korea Południowa KOR |
| -------------------- | -------------------- | -------------------- |
| Nr                   | Kolarka              | Miejsce              |
| 72                   | Song Min-ji          | DNF                  |

| Węgry HUN | Węgry HUN       | Węgry HUN |
| --------- | --------------- | --------- |
| Nr        | Kolarka         | Miejsce   |
| 73        | Blanka Kata Vas | 4.        |

| Algieria ALG | Algieria ALG   | Algieria ALG |
| ------------ | -------------- | ------------ |
| Nr           | Kolarka        | Miejsce      |
| 74           | Nesrine Houili | DNF          |

| Serbia SRB | Serbia SRB  | Serbia SRB |
| ---------- | ----------- | ---------- |
| Nr         | Kolarka     | Miejsce    |
| 75         | Jelena Erić | 66.        |

| Meksyk MEX | Meksyk MEX     | Meksyk MEX |
| ---------- | -------------- | ---------- |
| Nr         | Kolarka        | Miejsce    |
| 76         | Marcela Prieto | DNF        |

| Japonia JPN | Japonia JPN  | Japonia JPN |
| ----------- | ------------ | ----------- |
| Nr          | Kolarka      | Miejsce     |
| 77          | Eri Yonamine | 26.         |

| Litwa LTU | Litwa LTU      | Litwa LTU |
| --------- | -------------- | --------- |
| Nr        | Kolarka        | Miejsce   |
| 78        | Rasa Leleivytė | 20.       |

| Słowacja SVK | Słowacja SVK   | Słowacja SVK |
| ------------ | -------------- | ------------ |
| Nr           | Kolarka        | Miejsce      |
| 79           | Nora Jenčušová | 71.          |

| Wietnam VIE | Wietnam VIE     | Wietnam VIE |
| ----------- | --------------- | ----------- |
| Nr          | Kolarka         | Miejsce     |
| 80          | Nguyễn Thị Thật | 73.         |

| Portugalia POR | Portugalia POR | Portugalia POR |
| -------------- | -------------- | -------------- |
| Nr             | Kolarka        | Miejsce        |
| 81             | Daniela Campos | 41.            |

| Namibia NAM | Namibia NAM | Namibia NAM |
| ----------- | ----------- | ----------- |
| Nr          | Kolarka     | Miejsce     |
| 82          | Vera Looser | 68.         |

| Łotwa LAT | Łotwa LAT           | Łotwa LAT |
| --------- | ------------------- | --------- |
| Nr        | Kolarka             | Miejsce   |
| 83        | Anastasia Carbonari | 69.       |

| Zjednoczone Emiraty Arabskie UAE | Zjednoczone Emiraty Arabskie UAE | Zjednoczone Emiraty Arabskie UAE |
| -------------------------------- | -------------------------------- | -------------------------------- |
| Nr                               | Kolarka                          | Miejsce                          |
| 84                               | Safiya Al Sayegh                 | DNF                              |

| Izrael ISR | Izrael ISR       | Izrael ISR |
| ---------- | ---------------- | ---------- |
| Nr         | Kolarka          | Miejsce    |
| 85         | Rotem Gafinovitz | 77.        |

| Kostaryka CRC | Kostaryka CRC | Kostaryka CRC |
| ------------- | ------------- | ------------- |
| Nr            | Kolarka       | Miejsce       |
| 86            | Milagro Mena  | DNF           |

| Malezja MAS | Malezja MAS              | Malezja MAS |
| ----------- | ------------------------ | ----------- |
| Nr          | Kolarka                  | Miejsce     |
| 87          | Nur Aisyah Mohamad Zubir | DNF         |

| Nigeria NGR | Nigeria NGR           | Nigeria NGR |
| ----------- | --------------------- | ----------- |
| Nr          | Kolarka               | Miejsce     |
| 88          | Ese Lovina Ukpeseraye | DNF         |

| Burkina Faso BUR | Burkina Faso BUR | Burkina Faso BUR |
| ---------------- | ---------------- | ---------------- |
| Nr               | Kolarka          | Miejsce          |
| 89               | Awa Bamogo       | DNF              |

| Afganistan AFG | Afganistan AFG | Afganistan AFG |
| -------------- | -------------- | -------------- |
| Nr             | Kolarka        | Miejsce        |
| 90             | Fariba Hashimi | 75.            |
| 91             | Yulduz Hashimi | DNF            |

| Rwanda RWA | Rwanda RWA     | Rwanda RWA |
| ---------- | -------------- | ---------- |
| Nr         | Kolarka        | Miejsce    |
| 92         | Diane Ingabire | DNF        |

| Olimpijska reprezentacja uchodźców EOR | Olimpijska reprezentacja uchodźców EOR | Olimpijska reprezentacja uchodźców EOR |
| -------------------------------------- | -------------------------------------- | -------------------------------------- |
| Nr                                     | Kolarka                                | Miejsce                                |
| 93                                     | Eyeru Tesfoam Gebru                    | DNF                                    |

| Austria AUT | Austria AUT             | Austria AUT |
| ----------- | ----------------------- | ----------- |
| Nr          | Kolarka                 | Miejsce     |
| 1           | Anna Kiesenhofer        | 52.         |
| 2           | Christina Schweinberger | 28.         |

| Belgia BEL | Belgia BEL            | Belgia BEL |
| ---------- | --------------------- | ---------- |
| Nr         | Kolarka               | Miejsce    |
| 3          | Lotte Kopecky         | 3.         |
| 4          | Justine Ghekiere      | 24.        |
| 5          | Julie Van de Velde    | 53.        |
| 6          | Margot Vanpachtenbeke | 43.        |

| Holandia NED | Holandia NED   | Holandia NED |
| ------------ | -------------- | ------------ |
| Nr           | Kolarka        | Miejsce      |
| 7            | Ellen van Dijk | 58.          |
| 8            | Demi Vollering | 34.          |
| 9            | Marianne Vos   | 2.           |
| 10           | Lorena Wiebes  | 11.          |

| Włochy ITA | Włochy ITA           | Włochy ITA |
| ---------- | -------------------- | ---------- |
| Nr         | Kolarka              | Miejsce    |
| 11         | Elisa Balsamo        | 54.        |
| 12         | Elena Cecchini       | 25.        |
| 13         | Elisa Longo Borghini | 9.         |
| 14         | Silvia Persico       | 55.        |

| Polska POL | Polska POL               | Polska POL |
| ---------- | ------------------------ | ---------- |
| Nr         | Kolarka                  | Miejsce    |
| 15         | Marta Lach               | 10.        |
| 16         | Katarzyna Niewiadoma     | 8.         |
| 17         | Agnieszka Skalniak-Sójka | 45.        |

| Francja FRA | Francja FRA         | Francja FRA |
| ----------- | ------------------- | ----------- |
| Nr          | Kolarka             | Miejsce     |
| 18          | Victoire Berteau    | 27.         |
| 19          | Audrey Cordon-Ragot | 38.         |
| 20          | Juliette Labous     | 46.         |

| Australia AUS | Australia AUS       | Australia AUS |
| ------------- | ------------------- | ------------- |
| Nr            | Kolarka             | Miejsce       |
| 21            | Grace Brown         | 23.           |
| 22            | Lauretta Hanson     | 22.           |
| 23            | Ruby Roseman-Gannon | 39.           |

| Szwajcaria SUI | Szwajcaria SUI | Szwajcaria SUI |
| -------------- | -------------- | -------------- |
| Nr             | Kolarka        | Miejsce        |
| 24             | Elise Chabbey  | 18.            |
| 25             | Elena Hartmann | 57.            |
| 26             | Noemi Rüegg    | 7.             |
| 27             | Linda Zanetti  | 65.            |

| Wielka Brytania GBR | Wielka Brytania GBR | Wielka Brytania GBR |
| ------------------- | ------------------- | ------------------- |
| Nr                  | Kolarka             | Miejsce             |
| 28                  | Lizzie Deignan      | 12.                 |
| 29                  | Pfeiffer Georgi     | 5.                  |
| 30                  | Anna Henderson      | 13.                 |

| Stany Zjednoczone USA | Stany Zjednoczone USA | Stany Zjednoczone USA |
| --------------------- | --------------------- | --------------------- |
| Nr                    | Kolarka               | Miejsce               |
| 32                    | Chloé Dygert          | 15.                   |
| 33                    | Kristen Faulkner      | 1.                    |

| Hiszpania ESP | Hiszpania ESP             | Hiszpania ESP |
| ------------- | ------------------------- | ------------- |
| Nr            | Kolarka                   | Miejsce       |
| 34            | Mireia Benito             | 63.           |
| 35            | Margarita Victoria García | 6.            |

| Niemcy GER | Niemcy GER          | Niemcy GER |
| ---------- | ------------------- | ---------- |
| Nr         | Kolarka             | Miejsce    |
| 36         | Franziska Koch      | 40.        |
| 37         | Liane Lippert       | 16.        |
| 38         | Antonia Niedermaier | 32.        |

| Dania DEN | Dania DEN             | Dania DEN |
| --------- | --------------------- | --------- |
| Nr        | Kolarka               | Miejsce   |
| 39        | Emma Norsgaard        | 49.       |
| 40        | Rebecca Koerner       | 76.       |
| 41        | Cecilie Uttrup Ludwig | 29.       |

| Nowa Zelandia NZL | Nowa Zelandia NZL  | Nowa Zelandia NZL |
| ----------------- | ------------------ | ----------------- |
| Nr                | Kolarka            | Miejsce           |
| 42                | Kim Cadzow         | 56.               |
| 43                | Niamh Fisher-Black | 31.               |

| Kanada CAN | Kanada CAN     | Kanada CAN |
| ---------- | -------------- | ---------- |
| Nr         | Kolarka        | Miejsce    |
| 44         | Olivia Baril   | 44.        |
| 45         | Alison Jackson | 19.        |

| Kuba CUB | Kuba CUB       | Kuba CUB |
| -------- | -------------- | -------- |
| Nr       | Kolarka        | Miejsce  |
| 46       | Arlenis Sierra | 48.      |

| Południowa Afryka RSA | Południowa Afryka RSA  | Południowa Afryka RSA |
| --------------------- | ---------------------- | --------------------- |
| Nr                    | Kolarka                | Miejsce               |
| 47                    | Tiffany Keep           | DNF                   |
| 48                    | Ashleigh Moolman-Pasio | 33.                   |

| Finlandia FIN | Finlandia FIN    | Finlandia FIN |
| ------------- | ---------------- | ------------- |
| Nr            | Kolarka          | Miejsce       |
| 49            | Anniina Ahtosalo | 37.           |

| Norwegia NOR | Norwegia NOR      | Norwegia NOR |
| ------------ | ----------------- | ------------ |
| Nr           | Kolarka           | Miejsce      |
| 50           | Marte Berg Edseth | 30.          |
| 51           | Ingvild Gåskjenn  | 21.          |

| Kolumbia COL | Kolumbia COL | Kolumbia COL |
| ------------ | ------------ | ------------ |
| Nr           | Kolarka      | Miejsce      |
| 52           | Paula Patiño | 50.          |

| Luksemburg LUX | Luksemburg LUX    | Luksemburg LUX |
| -------------- | ----------------- | -------------- |
| Nr             | Kolarka           | Miejsce        |
| 53             | Christine Majerus | 17.            |

| Uzbekistan UZB | Uzbekistan UZB   | Uzbekistan UZB |
| -------------- | ---------------- | -------------- |
| Nr             | Kolarka          | Miejsce        |
| 54             | Yanina Kuskova   | 51.            |
| 55             | Olga Zabielinska | 70.            |

| Mauritius MRI | Mauritius MRI      | Mauritius MRI |
| ------------- | ------------------ | ------------- |
| Nr            | Kolarka            | Miejsce       |
| 56            | Kimberley Le Court | DNF           |

| Chile CHI | Chile CHI     | Chile CHI |
| --------- | ------------- | --------- |
| Nr        | Kolarka       | Miejsce   |
| 57        | Catalina Soto | 60.       |

| Chiny CHN | Chiny CHN | Chiny CHN |
| --------- | --------- | --------- |
| Nr        | Kolarka   | Miejsce   |
| 58        | Tang Xin  | DNF       |

| Słowenia SLO | Słowenia SLO  | Słowenia SLO |
| ------------ | ------------- | ------------ |
| Nr           | Kolarka       | Miejsce      |
| 59           | Eugenia Bujak | 42.          |
| 60           | Urša Pintar   | 59.          |

| Indywidualni sportowcy neutralni AIN | Indywidualni sportowcy neutralni AIN | Indywidualni sportowcy neutralni AIN |
| ------------------------------------ | ------------------------------------ | ------------------------------------ |
| Nr                                   | Kolarka                              | Miejsce                              |
| 61                                   | Tamara Dronowa                       | 47.                                  |
| 62                                   | Alona Iwanczenko                     | 72.                                  |

| Irlandia IRL | Irlandia IRL   | Irlandia IRL |
| ------------ | -------------- | ------------ |
| Nr           | Kolarka        | Miejsce      |
| 63           | Megan Armitage | 35.          |

| Czechy CZE | Czechy CZE    | Czechy CZE |
| ---------- | ------------- | ---------- |
| Nr         | Kolarka       | Miejsce    |
| 64         | Julia Kopecký | 36.        |

| Hongkong HKG | Hongkong HKG | Hongkong HKG |
| ------------ | ------------ | ------------ |
| Nr           | Kolarka      | Miejsce      |
| 65           | Sze Wing Lee | 64.          |

| Cypr CYP | Cypr CYP          | Cypr CYP |
| -------- | ----------------- | -------- |
| Nr       | Kolarka           | Miejsce  |
| 66       | Andri Christoforu | 62.      |

| Tajlandia THA | Tajlandia THA    | Tajlandia THA |
| ------------- | ---------------- | ------------- |
| Nr            | Kolarka          | Miejsce       |
| 67            | Phetdarin Somrat | 78.           |

| Brazylia BRA | Brazylia BRA          | Brazylia BRA |
| ------------ | --------------------- | ------------ |
| Nr           | Kolarka               | Miejsce      |
| 68           | Ana Vitória Magalhães | 74.          |

| Ukraina UKR | Ukraina UKR      | Ukraina UKR |
| ----------- | ---------------- | ----------- |
| Nr          | Kolarka          | Miejsce     |
| 69          | Julija Biriukowa | 67.         |

| Indywidualni sportowcy neutralni AIN | Indywidualni sportowcy neutralni AIN | Indywidualni sportowcy neutralni AIN |
| ------------------------------------ | ------------------------------------ | ------------------------------------ |
| Nr                                   | Kolarka                              | Miejsce                              |
| 70                                   | Hanna Tserakh                        | 61.                                  |

| Szwecja SWE | Szwecja SWE        | Szwecja SWE |
| ----------- | ------------------ | ----------- |
| Nr          | Kolarka            | Miejsce     |
| 71          | Caroline Andersson | 14.         |

| Korea Południowa KOR | Korea Południowa KOR | Korea Południowa KOR |
| -------------------- | -------------------- | -------------------- |
| Nr                   | Kolarka              | Miejsce              |
| 72                   | Song Min-ji          | DNF                  |

| Węgry HUN | Węgry HUN       | Węgry HUN |
| --------- | --------------- | --------- |
| Nr        | Kolarka         | Miejsce   |
| 73        | Blanka Kata Vas | 4.        |

| Algieria ALG | Algieria ALG   | Algieria ALG |
| ------------ | -------------- | ------------ |
| Nr           | Kolarka        | Miejsce      |
| 74           | Nesrine Houili | DNF          |

| Serbia SRB | Serbia SRB  | Serbia SRB |
| ---------- | ----------- | ---------- |
| Nr         | Kolarka     | Miejsce    |
| 75         | Jelena Erić | 66.        |

| Meksyk MEX | Meksyk MEX     | Meksyk MEX |
| ---------- | -------------- | ---------- |
| Nr         | Kolarka        | Miejsce    |
| 76         | Marcela Prieto | DNF        |

| Japonia JPN | Japonia JPN  | Japonia JPN |
| ----------- | ------------ | ----------- |
| Nr          | Kolarka      | Miejsce     |
| 77          | Eri Yonamine | 26.         |

| Litwa LTU | Litwa LTU      | Litwa LTU |
| --------- | -------------- | --------- |
| Nr        | Kolarka        | Miejsce   |
| 78        | Rasa Leleivytė | 20.       |

| Słowacja SVK | Słowacja SVK   | Słowacja SVK |
| ------------ | -------------- | ------------ |
| Nr           | Kolarka        | Miejsce      |
| 79           | Nora Jenčušová | 71.          |

| Wietnam VIE | Wietnam VIE     | Wietnam VIE |
| ----------- | --------------- | ----------- |
| Nr          | Kolarka         | Miejsce     |
| 80          | Nguyễn Thị Thật | 73.         |

| Portugalia POR | Portugalia POR | Portugalia POR |
| -------------- | -------------- | -------------- |
| Nr             | Kolarka        | Miejsce        |
| 81             | Daniela Campos | 41.            |

| Namibia NAM | Namibia NAM | Namibia NAM |
| ----------- | ----------- | ----------- |
| Nr          | Kolarka     | Miejsce     |
| 82          | Vera Looser | 68.         |

| Łotwa LAT | Łotwa LAT           | Łotwa LAT |
| --------- | ------------------- | --------- |
| Nr        | Kolarka             | Miejsce   |
| 83        | Anastasia Carbonari | 69.       |

| Zjednoczone Emiraty Arabskie UAE | Zjednoczone Emiraty Arabskie UAE | Zjednoczone Emiraty Arabskie UAE |
| -------------------------------- | -------------------------------- | -------------------------------- |
| Nr                               | Kolarka                          | Miejsce                          |
| 84                               | Safiya Al Sayegh                 | DNF                              |

| Izrael ISR | Izrael ISR       | Izrael ISR |
| ---------- | ---------------- | ---------- |
| Nr         | Kolarka          | Miejsce    |
| 85         | Rotem Gafinovitz | 77.        |

| Kostaryka CRC | Kostaryka CRC | Kostaryka CRC |
| ------------- | ------------- | ------------- |
| Nr            | Kolarka       | Miejsce       |
| 86            | Milagro Mena  | DNF           |

| Malezja MAS | Malezja MAS              | Malezja MAS |
| ----------- | ------------------------ | ----------- |
| Nr          | Kolarka                  | Miejsce     |
| 87          | Nur Aisyah Mohamad Zubir | DNF         |

| Nigeria NGR | Nigeria NGR           | Nigeria NGR |
| ----------- | --------------------- | ----------- |
| Nr          | Kolarka               | Miejsce     |
| 88          | Ese Lovina Ukpeseraye | DNF         |

| Burkina Faso BUR | Burkina Faso BUR | Burkina Faso BUR |
| ---------------- | ---------------- | ---------------- |
| Nr               | Kolarka          | Miejsce          |
| 89               | Awa Bamogo       | DNF              |

| Afganistan AFG | Afganistan AFG | Afganistan AFG |
| -------------- | -------------- | -------------- |
| Nr             | Kolarka        | Miejsce        |
| 90             | Fariba Hashimi | 75.            |
| 91             | Yulduz Hashimi | DNF            |

| Rwanda RWA | Rwanda RWA     | Rwanda RWA |
| ---------- | -------------- | ---------- |
| Nr         | Kolarka        | Miejsce    |
| 92         | Diane Ingabire | DNF        |

| Olimpijska reprezentacja uchodźców EOR | Olimpijska reprezentacja uchodźców EOR | Olimpijska reprezentacja uchodźców EOR |
| -------------------------------------- | -------------------------------------- | -------------------------------------- |
| Nr                                     | Kolarka                                | Miejsce                                |
| 93                                     | Eyeru Tesfoam Gebru                    | DNF                                    |

## Klasyfikacja generalna
| \| Klasyfikacja generalna \| Klasyfikacja generalna \| Klasyfikacja generalna \| Klasyfikacja generalna \| Klasyfikacja generalna \| \| Kolarka \| Kolarka \| Państwo \| Drużyna \| Czas \| \| ---------------------- \| ------------------------- \| ---------------------- \| ---------------------- \| ---------------------- \| \| 1. \| Kristen Faulkner \| Stany Zjednoczone \| Stany Zjednoczone \| 3h 59' 23" \| \| 2. \| Marianne Vos \| Holandia \| Holandia \| + 58" \| \| 3. \| Lotte Kopecky \| Belgia \| Belgia \| + 58" \| \| 4. \| Blanka Kata Vas \| Węgry \| Węgry \| + 58" \| \| 5. \| Pfeiffer Georgi \| Wielka Brytania \| Wielka Brytania \| + 1' 21" \| \| 6. \| Margarita Victoria García \| Hiszpania \| Hiszpania \| + 1' 23" \| \| 7. \| Noemi Rüegg \| Szwajcaria \| Szwajcaria \| + 2' 04" \| \| 8. \| Katarzyna Niewiadoma \| Polska \| Polska \| + 2' 44" \| \| 9. \| Elisa Longo Borghini \| Włochy \| Włochy \| + 3' 05" \| \| 10. \| Marta Lach \| Polska \| Polska \| + 3' 27" \| \| 11. \| Lorena Wiebes \| Holandia \| Holandia \| + 3' 31" \| \| 12. \| Lizzie Deignan \| Wielka Brytania \| Wielka Brytania \| + 3' 34" \| \| 13. \| Anna Henderson \| Wielka Brytania \| Wielka Brytania \| + 3' 34" \| \| 14. \| Caroline Andersson \| Szwecja \| Szwecja \| + 3' 34" \| \| 15. \| Chloé Dygert \| Stany Zjednoczone \| Stany Zjednoczone \| + 3' 40" \| \| 16. \| Liane Lippert \| Niemcy \| Niemcy \| + 4' 04" \| \| 17. \| Christine Majerus \| Luksemburg \| Luksemburg \| + 5' 00" \| \| 18. \| Elise Chabbey \| Szwajcaria \| Szwajcaria \| + 5' 00" \| \| 19. \| Alison Jackson \| Kanada \| Kanada \| + 5' 00" \| \| 20. \| Rasa Leleivytė \| Litwa \| Litwa \| + 5' 00" \| \| 21. \| Ingvild Gåskjenn \| Norwegia \| Norwegia \| + 5' 00" \| \| 22. \| Lauretta Hanson \| Australia \| Australia \| + 5' 00" \| \| 23. \| Grace Brown \| Australia \| Australia \| + 5' 00" \| \| 24. \| Justine Ghekiere \| Belgia \| Belgia \| + 5' 00" \| \| 25. \| Elena Cecchini \| Włochy \| Włochy \| + 5' 00" \| |                           |                   |                   |            |
| |                           |                   |                   |            |
| |                           |                   |                   |            |
| Klasyfikacja generalna |                           |                   |                   |            |
| Kolarka | Kolarka                   | Państwo           | Drużyna           | Czas       |
| 1. | Kristen Faulkner          | Stany Zjednoczone | Stany Zjednoczone | 3h 59' 23" |
| 2. | Marianne Vos              | Holandia          | Holandia          | + 58"      |
| 3. | Lotte Kopecky             | Belgia            | Belgia            | + 58"      |
| 4. | Blanka Kata Vas           | Węgry             | Węgry             | + 58"      |
| 5. | Pfeiffer Georgi           | Wielka Brytania   | Wielka Brytania   | + 1' 21"   |
| 6. | Margarita Victoria García | Hiszpania         | Hiszpania         | + 1' 23"   |
| 7. | Noemi Rüegg               | Szwajcaria        | Szwajcaria        | + 2' 04"   |
| 8. | Katarzyna Niewiadoma      | Polska            | Polska            | + 2' 44"   |
| 9. | Elisa Longo Borghini      | Włochy            | Włochy            | + 3' 05"   |
| 10. | Marta Lach                | Polska            | Polska            | + 3' 27"   |
| 11. | Lorena Wiebes             | Holandia          | Holandia          | + 3' 31"   |
| 12. | Lizzie Deignan            | Wielka Brytania   | Wielka Brytania   | + 3' 34"   |
| 13. | Anna Henderson            | Wielka Brytania   | Wielka Brytania   | + 3' 34"   |
| 14. | Caroline Andersson        | Szwecja           | Szwecja           | + 3' 34"   |
| 15. | Chloé Dygert              | Stany Zjednoczone | Stany Zjednoczone | + 3' 40"   |
| 16. | Liane Lippert             | Niemcy            | Niemcy            | + 4' 04"   |
| 17. | Christine Majerus         | Luksemburg        | Luksemburg        | + 5' 00"   |
| 18. | Elise Chabbey             | Szwajcaria        | Szwajcaria        | + 5' 00"   |
| 19. | Alison Jackson            | Kanada            | Kanada            | + 5' 00"   |
| 20. | Rasa Leleivytė            | Litwa             | Litwa             | + 5' 00"   |
| 21. | Ingvild Gåskjenn          | Norwegia          | Norwegia          | + 5' 00"   |
| 22. | Lauretta Hanson           | Australia         | Australia         | + 5' 00"   |
| 23. | Grace Brown               | Australia         | Australia         | + 5' 00"   |
| 24. | Justine Ghekiere          | Belgia            | Belgia            | + 5' 00"   |
| 25. | Elena Cecchini            | Włochy            | Włochy            | + 5' 00"   |